# Glenavon FC
Glenavon Football Club je severoirský fotbalový klub z města Lurgan. Založen byl roku 1889. Třikrát vyhrál 1. severoirskou ligu (1951/52, 1956/57, 1959/60) a pětkrát získal severoirský fotbalový pohár (1956/57, 1958/59, 1960/61, 1991/92, 1996/97).